# Chersodromus liebmanni
La coralillo falsa (Chersodromus liebmanni) es una especie de serpiente perteneciente a la subfamilia Dipsadinae.

## Clasificación y descripción
Es una serpiente pequeña negruzca con un collar opaco; una escama entera en el área prefrontal; dorsales en 17 hileras.

## Distribución
Se distribuye al este de México, C. liebmanni se encuentra en la Sierra Madre Oriental a moderadas elevaciones (800 a 1,800 m s. n. m.) del norte de Puebla y centro de Veracruz hacia el sur hasta el norte de Oaxaca.

## Hábitat
Esta serpiente terrestre habita bosques montanos lluviosos y bosques de niebla. Es raramente observada en la superficie pero usualmente se encuentra bajo rocas y troncos o debajo de hojarasca o pilas de vegetación caída. Nada se conoce de sus hábitos; se alimenta presumiblemente de invertebrados y pone huevos.

## Estado de conservación
Esta serpiente se encuentra catalogada como menor preocupación (LC) dentro de la lista roja de la IUCN, mientras que está sujeta a protección especial (PR) al tiempo que es endémica en la NOM-059-SEMARNAT.